# Asnières-en-Poitou
Asnières-en-Poitou és un municipi francès situat al departament de Deux-Sèvres i a la regió de la Nova Aquitània. L'any 2007 tenia 205 habitants.

## Demografia

### Població
El 2007 la població de fet d'Asnières-en-Poitou era de 205 persones. Hi havia 82 famílies de les quals 16 eren unipersonals (12 homes vivint sols i 4 dones vivint soles), 37 parelles sense fills i 29 parelles amb fills.
La població ha evolucionat segons el següent gràfic:
Habitants censats

### Habitatges
El 2007 hi havia 125 habitatges, 85 eren l'habitatge principal de la família, 31 eren segones residències i 9 estaven desocupats. Tots els 125 habitatges eren cases. Dels 85 habitatges principals, 68 estaven ocupats pels seus propietaris, 14 estaven llogats i ocupats pels llogaters i 3 estaven cedits a títol gratuït; 3 tenien dues cambres, 9 en tenien tres, 17 en tenien quatre i 56 en tenien cinc o més. 69 habitatges disposaven pel capbaix d'una plaça de pàrquing. A 49 habitatges hi havia un automòbil i a 34 n'hi havia dos o més.

### Piràmide de població
La piràmide de població per edats i sexe el 2009 era:
| Homes | Edats   | Dones |
| ----- | ------- | ----- |
| 0     | 95 o +  | 0     |
| 0     | 90 a 94 | 0     |
| 4     | 85 a 89 | 0     |
| 0     | 80 a 84 | 0     |
| 16    | 75 a 79 | 0     |
| 8     | 70 a 74 | 20    |
| 4     | 65 a 69 | 0     |
| 0     | 60 a 64 | 8     |
| 8     | 55 a 59 | 8     |
| 12    | 50 a 54 | 0     |
| 8     | 45 a 49 | 12    |
| 4     | 40 a 44 | 8     |
| 0     | 35 a 39 | 0     |
| 4     | 30 a 34 | 0     |
| 12    | 25 a 29 | 4     |
| 4     | 20 a 24 | 4     |
| 0     | 15 a 19 | 4     |
| 0     | 10 a 14 | 8     |
| 0     | 5 a 9   | 0     |
| 4     | 0 a 4   | 0     |

## Economia
El 2007 la població en edat de treballar era de 120 persones, 87 eren actives i 33 eren inactives. De les 87 persones actives 74 estaven ocupades (45 homes i 29 dones) i 13 estaven aturades (5 homes i 8 dones). De les 33 persones inactives 16 estaven jubilades, 6 estaven estudiant i 11 estaven classificades com a «altres inactius».

### Ingressos
El 2009 a Asnières-en-Poitou hi havia 90 unitats fiscals que integraven 197 persones, la mediana anual d'ingressos fiscals per persona era de 14.675 €.

### Activitats econòmiques
Dels 6 establiments que hi havia el 2007, 3 eren d'empreses de construcció, 2 d'empreses de comerç i reparació d'automòbils i 1 d'una empresa classificada com a «altres activitats de serveis».
Dels 3 establiments de servei als particulars que hi havia el 2009, 1 era un guixaire pintor i 2 electricistes.
L'any 2000 a Asnières-en-Poitou hi havia 22 explotacions agrícoles que ocupaven un total de 936 hectàrees.

## Poblacions més properes
El següent diagrama mostra les poblacions més properes.